# 星名はる
星名 はる（ほしな はる、2002年1月6日 - ）は、日本のアイドル。神奈川県出身。Production-I所属。レーベルはSLOTH MUSIC。

## 経歴
元アテナ音楽出版所属。2012年から小学校卒業する2014年まではおにごっ娘メンバーとして活動。その後、「RynRyn☆ミどろっぷ」「はる☆かな」を経て、2015年より「アイロボ」のメンバー。2015年に開催された「第2回ソロクイーンコンテスト」第5位。
2016年5月12日発売、集英社「週刊ヤングジャンプ」No.24に掲載された、「サキドルエースSURVIVAL SEASON5」にエントリー。当時14歳での出場は最年少であった。
2017年、星名はるソロプロジェクトをクラウドファンディングで開始。4月7日に開始された第1弾「コスプレ写真集を作りたい‼︎」は約2日で目標金額を達成させた。
2018年1月6日、星名はる16th birthday Live 「Starry Night」生誕祭を開催。
2018年6月17日、恵比寿CreAtoで星名はる1st Anniversary Live Starry night vol.2を開催。
2022年以降は「星名はるfromアイロボ」として歌手活動を行う。

## 出演

### テレビ
- 絶対!知るべきすちゃん（テレビ東京）
- ONGAX（千葉テレビ）

### 広告モデル
- エースチャイルド Filii
- ストックフォト - イメージモデル

### ウェブ
- マイナビDANCE ALIVE HERO’S 2022 FINALレポーター（2022年、Dews）[6]

### 雑誌
- ヤングジャンプ（2016年5月12日発売 No.24、集英社）
- 週刊プレイボーイ×TOKYO IDOL FESTIVAL 2016 公式BOOK ナツ☆イチッ!～この夏、輝くアイドル全員集合～（2016年7月25日発売、集英社）

## 作品

### 参加楽曲
- Overstep (feat. 星名はる)（Mysteka、『encore -Emotional Vocal POP 03-』（2022年4月25日、MEGAREX）収録）